# Derry GAA
Le Derry GAA est une sélection sportive irlandaise basée dans la province de l'Ulster et pratiquant les sports gaéliques : hurling, football gaélique et camogie. Le Derry GAA évolue au Celtic Park (22 000 places) situé à Derry.

## Histoire

### Les origines
Au cours de l'année de la fondation de la GAA en 1884, de nombreux clubs furent créés dans le comté de Derry, mais la création d'un conseil gérant l'organisation des compétitions de sports gaéliques ne verra pas le jour avant 1888, date de l'affiliation officielle du comté de Derry à la GAA.  
Dès l'année suivante, on compte 14 clubs en activité, un nombre jugé suffisant par le président de la GAA, Maurice Davin, pour la création du board de Derry.
Durant les premières décennies du XXe siècle (avant les années 1930) , les compétitions de clubs du Derry GAA, compte tenu du nombre trop faible d'équipes dans le comté, étaient contraintes d'inviter des clubs affiliés aux comtés voisins du Donegal et de Tyrone GAA. En plusieurs occasions, des clubs de South Derry, ont aussi disputés les championnats de Antrim GAA . 
À partir de 1904, le Derry GAA s'engage aussi de façon sporadique dans le championnat d'Ulster de football[réf. nécessaire], mais les troubles politiques des années 1910 jusqu'au début des années 1920 vont interrompre le fonctionnement du board jusqu'à sa re-fondation provisoire en 1926 qui ne sera définitive qu'en 1929.
Il n'a plus jamais cessé d'exister depuis lors.

### En compétition de football inter-comté
C'est en 1947 que Derry remporte son premier titre majeur en dominant Clare (2-09/2-05) en finale de la National Football League, Francie Niblock inscrit à cette occasion l'un des plus beaux buts de l'histoire de la compétition à Croke Park.
En 1958, Derry devient champion d'Ulster pour la première fois de son histoire en battant Down(1-11/2-04), qualifié pour sa première demi-finale de All-Ireland, Derry crée la sensation en dominant Kerry d'un petit point (2-06/2-05) grâce à un but inscrit par Seanie O'Connell à trois minutes de la fin du match. Le 28 septembre 1958, Derry dispute donc, moins de trente ans après la re-fondation du board, sa première finale de championship, 
Owen Gribben inscrit pour Derry, le premier but de la rencontre après dix minutes en deuxième mi-temps, mais Dublin, par l'intermédiaire de Paddy Farnan et Johnny Joyce, s'impose finalement (2-12/1-09). Derry devra patienter 25 ans avant de pouvoir à nouveau prétendre soulever la Sam.
En 1965 Derry décroche son premier All-Ireland minor face à Kerry, trois ans plus tard, l'ossature de l'équipe minor connait un nouveau sacre en remportant le  All-Ireland de la catégorie des moins de 21 ans. 
Les seniors du comté remporteront le championnat d'Ulster à trois reprises dans le courant des années 1970 (1970, 1975 et 1976), échouant à chaque fois en demi finale du All-Ireland (deux fois face à Kerry et contre Dublin). En 1973 Anthony McGurk devient le premier joueur de Derry à être nommé dans l'équipe All-star de l'année de la GAA.

Les années 1980 voient les "oak leafs" remporter deux All-Ireland Minor supplémentaires (en 1983 et 1989) ainsi qu'un cinquième titre en Ulster (1987 contre Armagh).
La décennie 1990 reste comme la plus glorieuse pour Derry, avec un second titre de League en 1992 (victoire sur Tyrone en finale), et surtout le titre suprême, le All Ireland, que le comté parvient à décrocher le 19 septembre 1993, en prenant le meilleur sur Cork (1-14/2-08).
Derry ajoute deux Leagues à son palmarès en remportant consécutivement les éditions 1995 et 1996. 
En 1998 Derry bat Donegal (1-07/0-08) en finale du championnat d'Ulster, il s'agit de leur dernier titre provincial à ce jour . 
L'équipe de Derry des années 1990 est considérée comme l'une des plus brillantes des trente dernières années, avec en son sein, des joueurs aussi talentueux que Enda Gormley, Tony Scullion, Damien Cassidy, Henry Downey (nommé footballeur de l'année en 1993), ou encore l'attaquant Joe Brolly aujourd'hui consultant pour la chaîne de télévision nationale, RTÉ.

En 2000, Derry s'empare de sa cinquième National Football League, une compétition que le comté gagnera une nouvelle fois en 2008 (contre Kerry en finale). 
Les premières années du XXIe siècle semblent marquer un déclin relatif pour le Derry GAA, bousculé par l'émergence de Tyrone et Donegal, mais l'année 2013 amorce un retour au premier plan avec le titre de Division 2 en National Football League, accompagné de la promotion en D1 que le comté avait quittée en 2010.

### Effectif deDerry GAA 2013
| N° | Nom                 | Poste                   | Naissance        | Club          |
| 1  | Eoin McNicholl      | Gardien de but          |                  | Glenullin     |
| 2  | Aidan McAlynn       | Arrière droit           |                  | Loup          |
| 3  | Chrissy McKaigue    | Arrière central         |                  | Slaughtneil   |
| 4  | Dermot McBride      | Arrière gauche          | 26 juin 1988     | Ballinascreen |
| 5  | Charlie Kielt       | Demi-défensif droit     |                  | Kilrea        |
| 6  | Mark Lynch (capt)   | Demi-défensif central   | 20 février 1986  | Banagher      |
| 7  | Sean Leo McGoldrick | Demi-défensif gauche    |                  | Eoghan Rua    |
| 8  | Patsy Bradley       | Milieu                  |                  | Slaughtneil   |
| 9  | Conor McAtamney     | Milieu                  |                  | Swatragh      |
| 10 | Benny Heron         | milieu offensif droit   |                  | Ballinasreen  |
| 11 | James Kielt         | Milieu offensif central |                  | Kilrea        |
| 12 | Enda Lynn           | Milieu offensif gauche  |                  | Greenlough    |
| 13 | Ryan Bell           | Ailier droit            |                  | Ballinderry   |
| 14 | Eoin Bradley        | Avant-centre            | 31 décembre 1983 | Glenullin     |
| 15 | Emmett McGuckin     | Ailier gauche           |                  | Magherafelt   |

#### Staff technique
- Damian Cassidy, (Bainisteoir) Manager-entraineur
- Kevin Madden, Sélectionneur
- Martin McConnell, Sélectionneur
- Brendan McCrory, Sélectionneur

#### Joueurs de football All-Stars
19 joueurs de Derry ont été All-stars.
- 2007 : Kevin McCloy, Paddy Bradley
- 2004 : Enda Muldoon
- 2000 : Anthony Tohill, Kieran McKeever
- 1998 : Seán Marty Lockhart
- 1997 : Joe Brolly
- 1996 : Joe Brolly
- 1995 : Tony Scullion, Anthony Tohill
- 1993 : Tony Scullion, Johnny McGurk, Henry Downey, Gary Coleman, Anthony Tohill, Brian McGilligan, Enda Gormley
- 1992 : Tony Scullion, Anthony Tohill, Enda Gormley
- 1987 : Tony Scullion, Brian McGilligan
- 1984 : Dermot McNicholl
- 1975 : Peter Stevenson, Anthony McGurk, Gerry McElhinney
- 1973 : Anthony McGurk
- 1967 : Sean O'Connell[A]
- A. [1] Cú Chulainn Award

## Palmarès de football gaélique
- All-Ireland Senior Football Championships : 1
  - 1993

- National Football League Championships : 6
  - 1947, 1992, 1995, 1996, 2000, 2008

- Ulster Senior Football Championships : 7
  - 1958, 1970, 1975, 1976, 1987, 1993, 1998

- Dr Lagan Cups : 6
  - 1945, 1947, 1950, 1953, 1959, 1961

- All-Ireland Under-21 Football Championships : 2
  - 1968, 1997

- Ulster Under 21 Football Championships : 7
  - 1967, 1968, 1976, 1983, 1986, 1993, 1997

- All-Ireland Minor Football Championships : 4
  - 1965, 1983, 1989, 2002

- Ulster Minor Football Championships : 14
  - 1965, 1969, 1970, 1980, 1981, 1983, 1984, 1986, 1989, 1990, 1995, 2000, 2002

## Palmarès de hurling
- Nicky Rackard Cup
  - 2006

- All-Ireland 'B' Senior Hurling Championships : 1
  - 1996

- Ulster Senior Hurling Championship : 4
  - 1903, 1908, 2000, 2001

- Ulster Under 21 Hurling Championships : 6
  - 1986, 1987, 1993, 1997, 2007, 2008

- Ulster Minor Hurling Championships : 9
  - 1974, 1979, 1980, 1981, 1982, 1983, 1990, 1991, 2001